# Lloyd Saunders Memorial Trophy
Lloyd Saunders Memorial Trophy je hokejová trofej udělovaná každoročně nejlepšímu zaměstnanci juniorské ligy Western Hockey League.

## Držitelé Lloyd Saunders Memorial Trophy
| Sezóna  | Jméno            | Tým                   |
| ------- | ---------------- | --------------------- |
| 2013–14 | Cam Hope         | Victoria Royals       |
| 2012–13 | Bob Green        | Edmonton Oil Kings    |
| 2011–12 | Bob Green        | Edmonton Oil Kings    |
| 2010–11 | Lorne Molleken   | Saskatoon Blades      |
| 2009–10 | Kelly McCrimmon  | Brandon Wheat Kings   |
| 2008–09 | Kelly Kisio      | Calgary Hitmen        |
| 2007–08 | Bob Tory         | Tri-City Americans    |
| 2006–07 | Bob Tory         | Tri-City Americans    |
| 2005–06 | Scott Bonner     | Vancouver Giants      |
| 2004–05 | Jeff Chynoweth   | Kootenay Ice          |
| 2003–04 | Kelly Kisio      | Calgary Hitmen        |
| 2002–03 | Bruce Hamilton   | Kelowna Rockets       |
| 2001–02 | Brad McEwen      | Swift Current Broncos |
| 2000–01 | Brent Sutter     | Red Deer Rebels       |
| 1999–00 | Tim Speltz       | Spokane Chiefs        |
| 1998–99 | Don Hay          | Tri-City Americans    |
| 1997–98 | Ken Hodge        | Portland Winter Hawks |
| 1996–97 | Todd McLellan    | Swift Current Broncos |
| 1995–96 | Tim Speltz       | Spokane Chiefs        |
| 1994–95 | Kelly McCrimmon  | Brandon Wheat Kings   |
| 1993–94 | Bob Brown        | Kamloops Blazers      |
| 1992–93 | Bruce Hamilton   | Tacoma Rockets        |
| 1991–92 | Daryl Lubiniecki | Saskatoon Blades      |
| 1990–91 | Bob Brown        | Kamloops Blazers      |
| 1989–90 | Russ Farwell     | Seattle Thunderbirds  |
| 1988–89 | Dennis Beyak     | Saskatoon Blades      |
| 1987–88 | Jim Loria        | Spokane Chiefs        |